# Рожерио де Ассис Силва Коутиньо
Рожерио де Ассис Силва Коутиньо, или просто Рожериньо (порт.-браз. Rogério de Assis Silva Coutinho; род. 20 марта 1987, Бакабал) — бразильский футболист, атакующий полузащитник.

## Карьера

### Бразилия
Рожериньо дебютировал на профессиональном уровне 14 января 2007 года в матче «Атлетико Паранаэнсе» против «Ж. Малуселли», игра завершилась вничью 3:3. 1 февраля он забил свой дебютный гол в ворота «Лондрины», этот матч также закончился со счётом 3:3. 7 февраля в матче Лиги Паранаэнсе против «Паранаваи» Рожериньо подвёл команду, заработав удаление, его клуб проиграл со счётом 2:1.

### Ближний Восток
В сентябре 2008 года Рожериньо перешёл в состав чемпиона Кувейта, «Аль-Кувейт». 21 мая 2009 года он выиграл Кубок эмира Кувейта, победив в финале «Аль-Араби Кувейт». С «Аль-Кувейтом» он выиграл три Кубка АФК. Кроме того, Рожериньо дважды выиграл Кубок наследного принца Кувейта (2010 и 2011 год) и столько же раз выиграл Кубок федерации Кувейта (2010 и 2012 год). За хорошее выступление в Кубке АФК 2012 Рожериньо был признан лучшим игроком турнира. В 2012 году он также выиграл награду АФК как лучший иностранный игрок года. Всего с «Аль-Кувейт» он завоевал 12 титулов.
В июле 2014 года он присоединился к «Аль-Шабаб Эр-Рияд» на правах годичной аренды. 7 августа он выиграл Суперкубок Саудовской Аравии, «Аль-Шабаб» обыграл «Аль-Наср Эр-Рияд» в серии послематчевых пенальти.
27 июля 2022 года Рожериньо присоединился к клубу из ОАЭ «Хатта».

## Стиль игры
Рожериньо известен своим ускорением, скоростью, дриблингом, умением завершать атаки ударом с любой ноги. Он, прежде всего, играет на позиции центрального нападающего, вингера или иногда — атакующего полузащитника.